# Sekarteja (Adimulyo)
Sekarteja is een bestuurslaag in het regentschap Kebumen van de provincie Midden-Java, Indonesië. Sekarteja telt 990 inwoners (volkstelling 2010).